# Martínez (cognome)

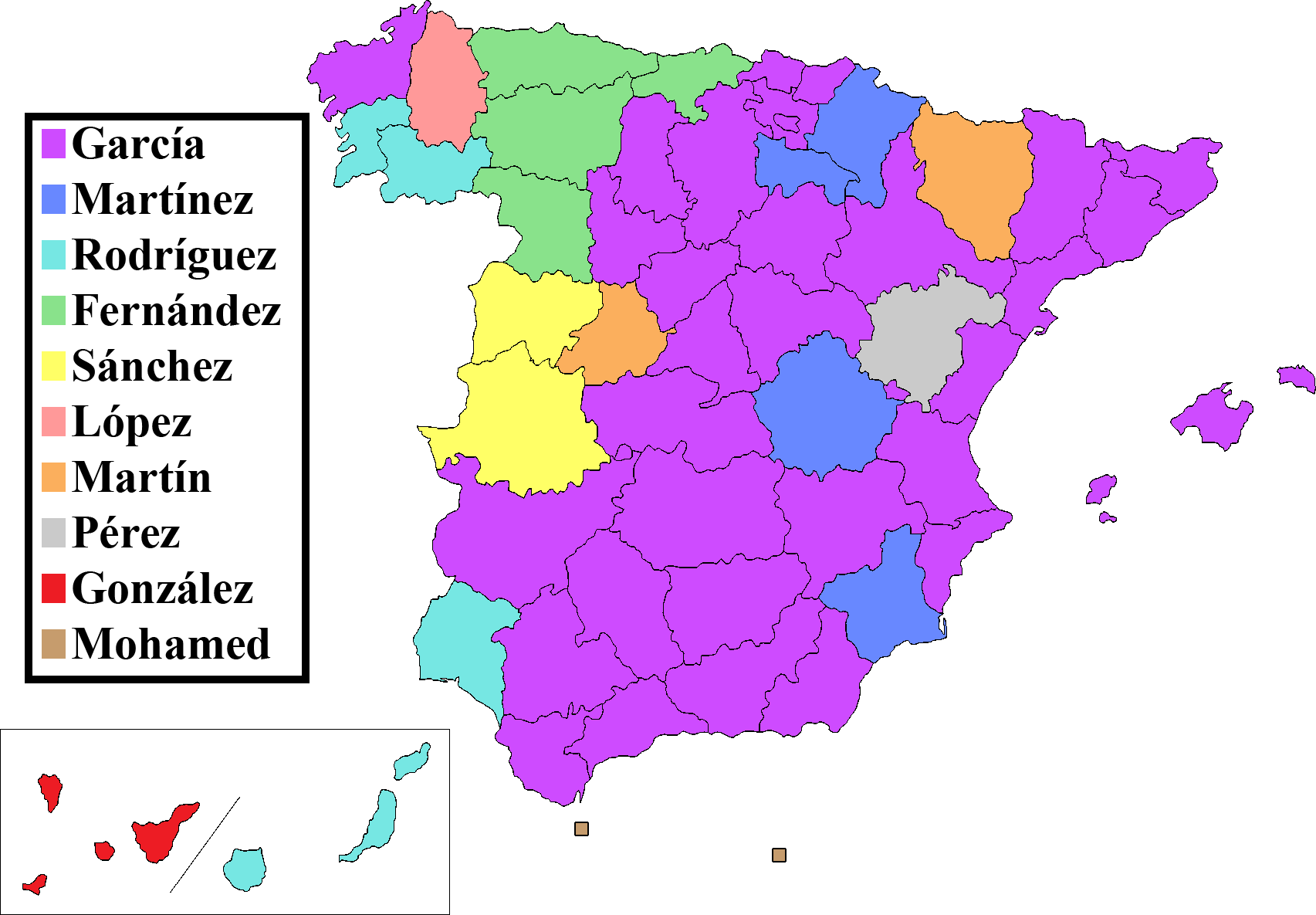
Nella mappa si rappresenta il cognome più frequente in ognuna delle province di Spagna, nell'anno 2006.

Martínez è un cognome di origine patronimica molto diffuso in Spagna e America Latina, senza una origine comune. Deriva del nome Martín seguito dal patronímico -ez. Secondo dati del 2008 rilasciati dall'INE, è il sesto cognome più usato tra gli spagnoli, dopo López. Lo portano infatti come primo cognome 840.436 spagnoli.

## Origine e significato
Dato che Martínez è un cognome patronimico non esiste una origine comune e neanche un'unica pronuncia.
In Spagna, oltre al cognome tramandato si aggiunge in certi casi anche la terminazione di origine incerta "-ez" per esempio : Martinez "figlio di Martin", o Rodriguez "figlio di Rodrigo", Hernández, "Figlio di Hernando" e così via.

## Diffusione
Il cognome è largamente diffuso in tutta la Spagna e l'America. La sua origine in America si deve all'arrivo dei colonizzatori spagnoli, maggiormente castigliani e dai loro discendenti in seguito. Nel 2008, questo cognome era il sesto più comune in Spagna; 819.697 spagnoli lo portavano come primo cognome. Attualmente è il decimo cognome più usato nei paesi ispanofoni.

## Persone
- Emiliano Martínez, calciatore argentino
- Lautaro Martínez, calciatore argentino
- Miguel Ángel Gómez Martínez, compositore e direttore d'orchestra spagnolo